# Ruben Berta
Ruben Martin Berta (Porto Alegre, 5 de novembro de 1907 — Rio de Janeiro, 14 de dezembro de 1966) foi um empresário brasileiro que ocupou a presidência da Varig.

## Vida e Carreira
Neto de húngaros e alemães, Ruben era filho de Martin Félix Berta e Helena Maria Lenz. Casou-se com Wilma Weber Berta e foi pai de Ivone e Heliet. Estudante de medicina, foi contratado por Otto Ernst Meyer e, aos 19 anos, tornou-se o primeiro funcionário da Varig, como auxiliar de escritório e secretário de seus diretores fundadores.
Devido à Segunda Guerra Mundial, Otto Meyer o então presidente da VARIG, resolve renunciar ao cargo para proteger a empresa, já que ele era alemão e o Brasil apoiou os aliados na guerra. Em 1942 assumiu o cargo mais alto da empresa gaúcha. Ruben Berta foi com certeza um dos principais funcionários da Varig, dedicava parte de sua vida exclusivamente para a empresa que amava. Sua esposa brincava dizendo que Ruben tinha uma amante, e que essa amante se chamava Varig.
Com Ruben no comando, a Varig viveu um período de grande expansão. No entanto, seu legado é controverso com sua associação com a ditadura militar. Isso inclui seu envolvimento, por exemplo, com a liquidação ilegal da concorrente Panair do Brasil.
Em 1945 lançou a ideia da Fundação dos Funcionários da Varig, que reuniria mais da metade das ações da companhia e viria, depois de sua morte, a ser conhecida como Fundação Ruben Berta.
Em 14 de dezembro de 1966, Ruben Berta sentiu fortes dores no coração em sua mesa de trabalho. Os médicos foram chamados, enquanto isso Ruben insistia em continuar trabalhando. Até a sua morte, passava instruções para Erik de Carvalho. Uma hora após sentir as primeiras dores no peito, Ruben Berta morreu devido a um infarto, seu corpo foi sepultado no Cemitério Evangélico de Porto Alegre.
Após a sua morte, Erik de Carvalho assumiu a presidência da empresa do Rio Grande do Sul.

## Homenagens
Ruben Berta deu o nome a um bairro, a uma pinacoteca e também a um colégio público, todos de Porto Alegre, uma escola pública no Rio de Janeiro, a uma rua nas cidades de Sapiranga e Novo Hamburgo, no Rio Grande do Sul, uma avenida em Sapucaia do Sul, a um hospital e a uma avenida na cidade de São Paulo, ao Aeroporto Internacional de Uruguaiana (RS), ao viaduto sobre a linha férrea, na Avenida Maurício Cardoso, na cidade de Erechim, e a principal rua de acesso ao Aeroporto de Santa Maria (Rio Grande do Sul).